# Pikelinia colloncura
Espèce
Pikelinia colloncura est une espèce d'araignées aranéomorphes de la famille des Filistatidae.

## Distribution
Cette espèce est endémique d'Argentine. Elle se rencontre dans les provinces de Neuquén et du Río Negro,.

## Description
Le mâle holotype mesure 3,84 mm et la femelle paratype 4,68 mm.

## Publication originale
- Ramírez & Grismado, 1997 : A review of the spider family Filistatidae in Argentina (Arachnida, Araneae), with a cladistic reanalysis of filistatid genera. Entomologica Scandinavica, vol. 28, no 3, p. 319-349 (texte intégral).